# Plainpalais
Plainpalais war eine Gemeinde im Kanton Genf in der Schweiz, die 1930 in die Stadt Genf eingemeindet wurde.

## Struktur
Die zwischen der Rhone und der Arve gelegenen alten Vorstädte Palais, Saint-Léger und Saint-Victor gehörten zu Plainpalais. Heute liegen folgende Stadtteile von Genf auf dem ehemaligen Gemeindegebiet: La Jonction, La Cluse, Les Tranchées, Champel, Le Bout-du-Monde, Les Acacias und Les Vernets.

## Einwohnerentwicklung
| Bevölkerungsentwicklung | Bevölkerungsentwicklung | Bevölkerungsentwicklung | Bevölkerungsentwicklung | Bevölkerungsentwicklung | Bevölkerungsentwicklung | Bevölkerungsentwicklung |
| ----------------------- | ----------------------- | ----------------------- | ----------------------- | ----------------------- | ----------------------- | ----------------------- |
| Jahr                    | 1690                    | 1797                    | 1814                    | 1850                    | 1900                    | 1920                    |
| Einwohner               | 520                     | 1111                    | 1189                    | 3352                    | 19'667                  | 35'320                  |

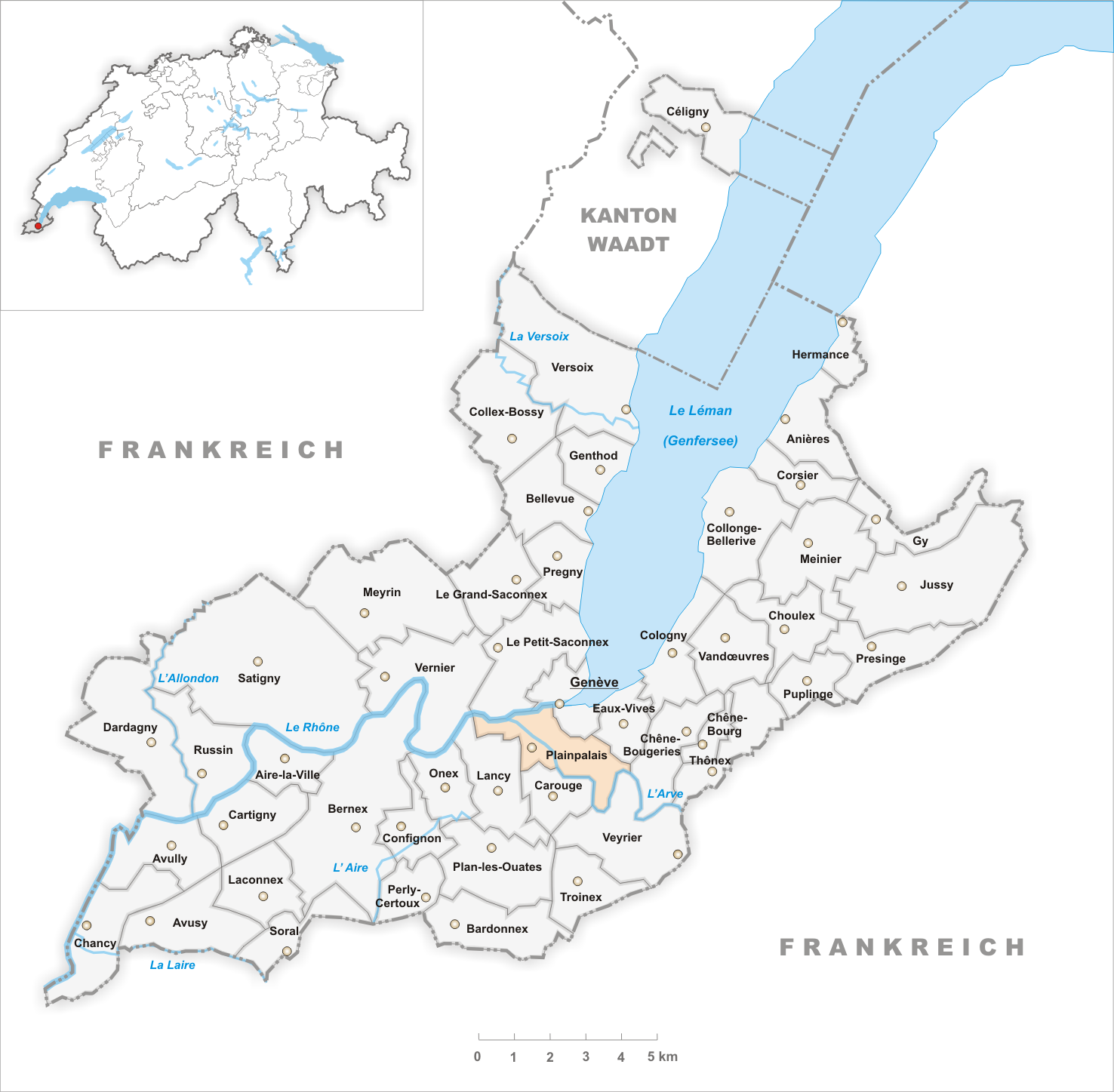
Gemeindestand vor der Fusion am 1. Januar 1931
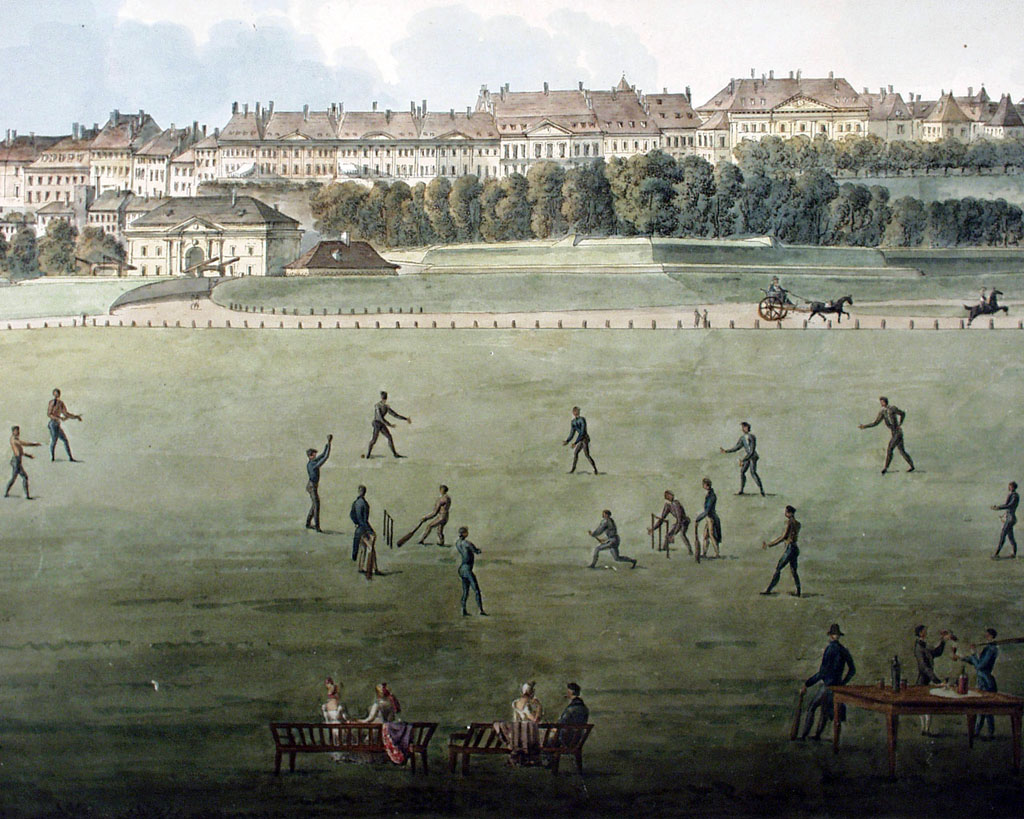
Plaine de Plainpalais 1817, mit Cricket-Spielern
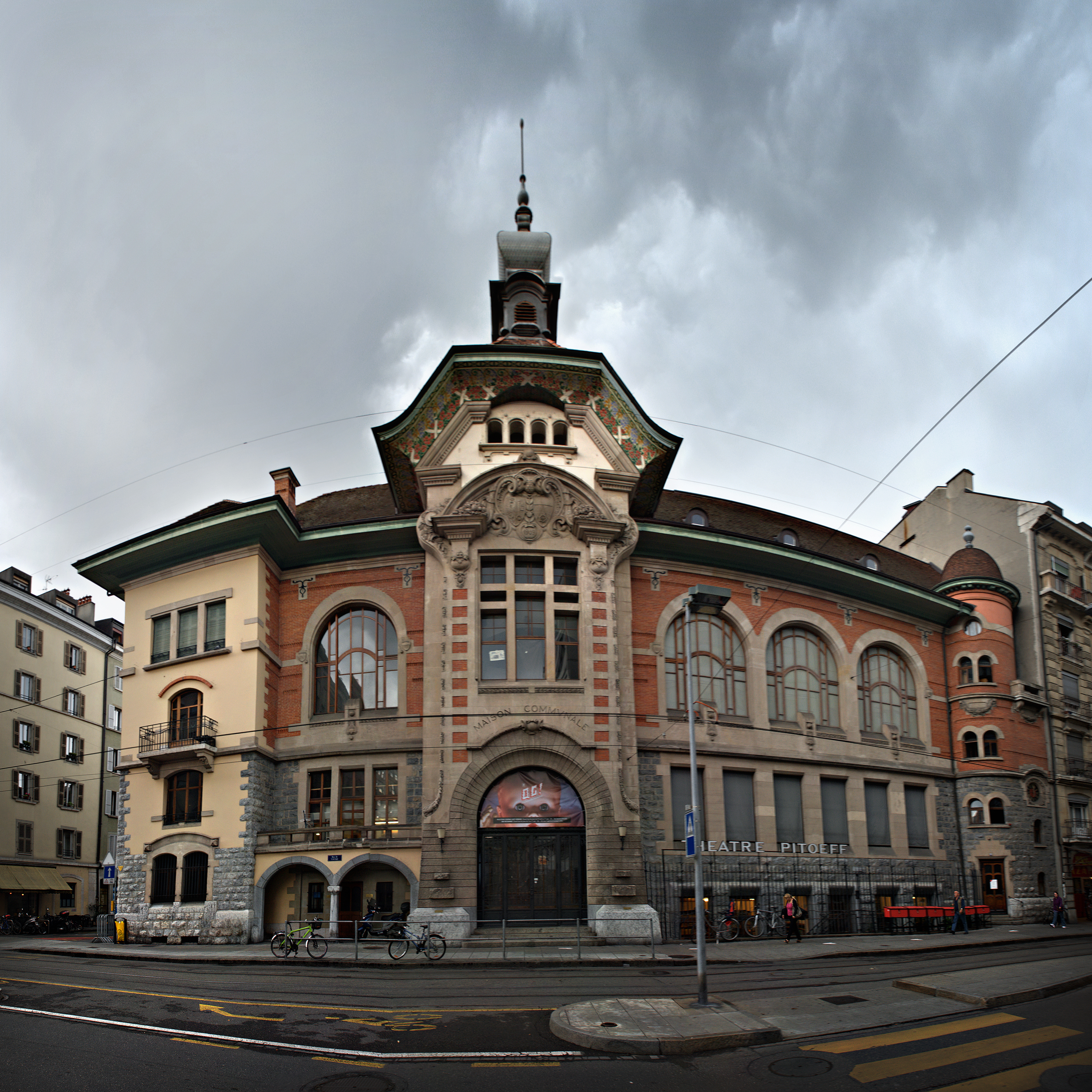
Salle communale mit Théâtre Pitoeff
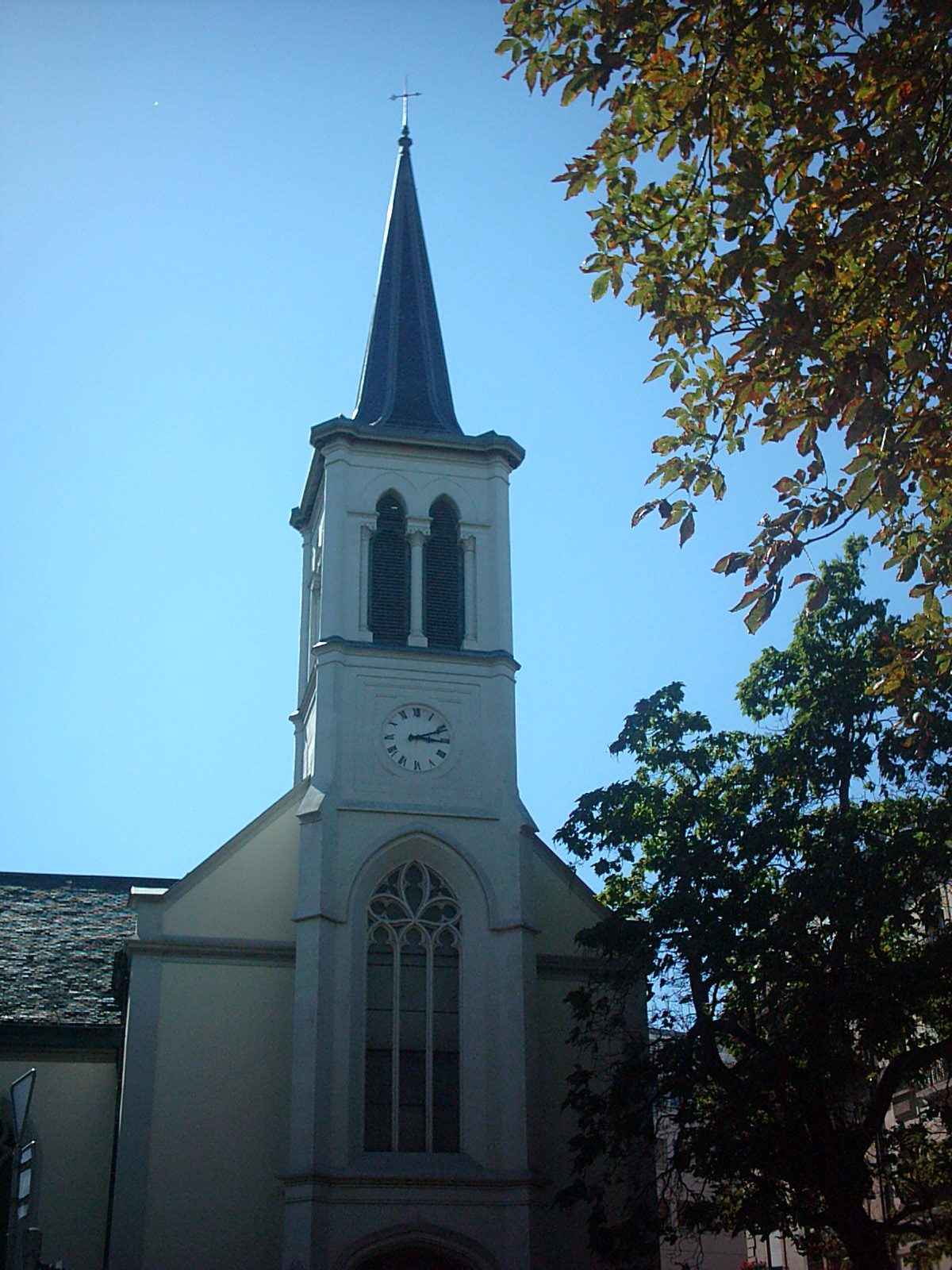
Kirche von Plainpalais

## Persönlichkeiten

### Söhne und Töchter der Gemeinde
- Jean-Etienne Dufour (1840–1893), Unternehmer und Politiker
- Georges Favon (1843–1902), Journalist und Politiker
- Alexandre Guillot (1849–1930), evangelischer Geistlicher und Schriftsteller
- Mathias Morhardt (1863–1939), Journalist, Kunstkritiker und Redaktor
- Joseph Marschall (1865–1924), Architekt
- René-Louis Piachaud (1896–1941), Schriftsteller und Literaturkritiker
- André Ehrler (1900–1949), Politiker, Nationalrat
- Raymond Lambert (1914–1997), Bergsteiger
- Juliette Lasserre (1907–2007), Fotografin
- Henri Schmitt (1926–1982), Jurist und Politiker

### Persönlichkeiten, die in Plainpalais gewirkt haben
- Emile Guers (1794–1882), französisch-schweizerischer Geistlicher und Begründer der Genfer Freikirche
- Moïse Vautier (1831–1899), Schmied, Unternehmer und Politiker